# Kalamaria (gmina)
Kalamaria (gr. Δήμος Καλαμαριάς, Dimos Kalamarias) – gmina w Grecji, w administracji zdecentralizowanej Macedonia-Tracja, w regionie Macedonia Środkowa, w jednostce regionalnej Saloniki. Siedzibą jest miasto Kalamaria, które pokrywa się z granicami gminy. W 2011 roku liczyła 91 518 mieszkańców.